# Княжья Криница (Винницкая область)
Княжья Криница (укр. Княжа Криниця; изначально — Княжья Криница; позже, до 1923 г. — Княжье (как варианты: Княжа, Княжево), с 1923 по 2016 год — Радянское, укр. Радянське) — село на Украине, находится в Крыжопольском районе Винницкой области.
Код КОАТУУ — 0521980805. Население по переписи 2001 года составляет 360 человек. Почтовый индекс — 24607. Телефонный код — 4340.
Занимает площадь 1,339 км².

## Религия
В селе действует Иоанно-Богословский храм Крыжопольского благочиния Могилёв-Подольской епархии Украинской православной церкви.

## Адрес местного совета
24606, Винницкая область, Крыжопольский р-н, с. Голубече, ул. Т. Марцин, 10, тел. 2-94-42; 2-94-31